# Rafael Pardo
Rafael Pardo Rueda, né le 26 novembre 1953 à Bogota, est un économiste et un homme politique colombien. Il a notamment été ministre de la Défense sous la présidence de César Gaviria et ministre du Travail sous celle de Juan Manuel Santos.